# Jasmine Kara
Jasmine Karolina Kara Khatib-Nia, född som Karolina Khatib-Nia 23 juni 1988 i Almby församling i Örebro och mest känd via artistnamnet Jasmine Kara, är en svensk sångerska, producent och låtskrivare. Hon slog igenom 2010 med debutalbumet Blues Ain't Nothing But a Good Woman Gone Bad och har sedan dess fått P3 Guld-nomineringar, uppträtt på den svenska Grammisgalan, frekvent synts i svenska TV-program och media, släppt flera album som nått framgångar på internationella musiklistor.  Hon har haft placeringar på musiklistor i Sverige, Storbritannien och Japan och även turnerat i Norge och USA. Hon har främst sjungit på engelska, men även på svenska, spanska och persiska; genom sin far har hon iranska rötter. 
Som låtskrivare har hon bidragit till två världsettor, för de asiatiska pojkbanden WayV respektive SuperM. Låten "Kickback" med WayV nådde en förstaplacering på iTunes worldwide, och "100" med SuperM låg etta på Billboard. 
Den 18 februari 2017 tävlade hon i Melodifestivalen med sitt bidrag "Gravity".
Kara har även författat memoarböckerna Hälsa henne att hon ska dö (2010) och Den mörka scenen (2022). Den förstnämnda förklarar hennes tidiga år och vägen till musikbranschen, medan den senare boken avslöjar hennes mångåriga dubbelliv som stripteasedansös.

## Biografi

### Bakgrund
Jasmine Kara föddes 1988 i Örebro, där hon växte upp med en svensk mor och en far som kom från Iran 1979. Hon har även en äldre syster. Hon stod på scen för första gången på sin elvaårsdag, i samband med en talangjakt i Örebro. Via en cover på Chers "The Shoop Shoop Song" vann hon talangjakten.
Under högstadietiden blev hon indragen i en kränkande och destruktiv relation som nästan tog hennes liv. Det slutade med att hon skrevs in på psykakuten och därefter blev inlagd på barn- och ungdomspsykiatriska kliniken. En dag kom hennes kontaktperson in på hennes rum med en gitarr, och genom musiken hittade hon åter en mening med livet. Hennes uppväxt och kamp beskrivs även i hennes självbiografiska bok Hälsa henne att hon ska dö.

### Tidig musikkarriär
Som sextonåring började hon arbeta på en karaokebar. Arton år gammal reste Jasmine Kara till New York för att uppfylla drömmarna om musiken i hennes drömstad, där hon sjöng i tunnelbanan, knackade dörr på skivbolag och musikklubbar, i jakt på att få spelningar. Det var i USA hon började bli uppmärksammad för sin musik, och så småningom fick hon också sitt första skivkontrakt i Sverige.

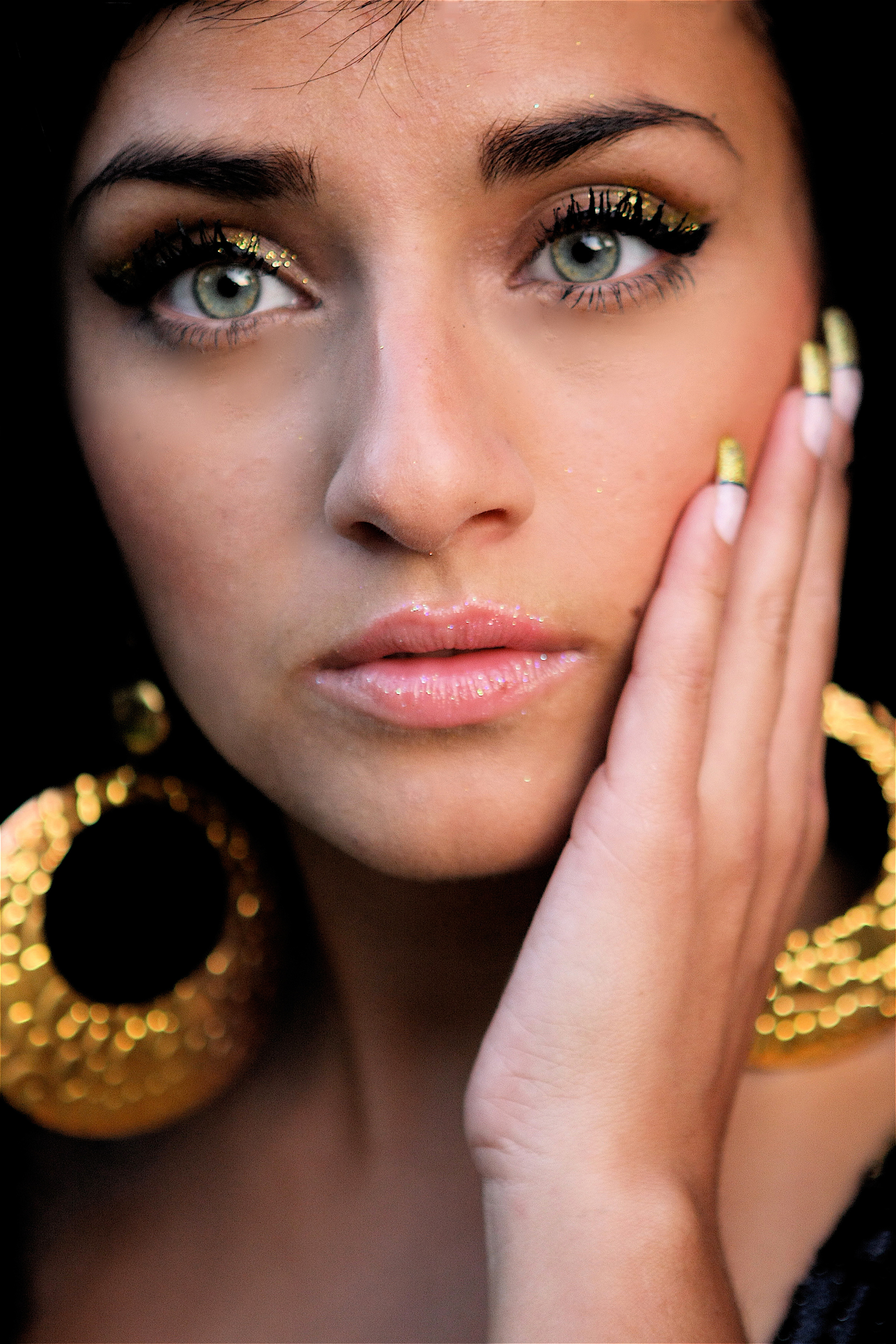
Jasmine Kara 2010, då hon släppte sitt debutalbum.

I början av 2010 släppte Jasmines Kara sin debutsingel "In the Basement" på det nystartade indiebolaget Tri-Sound, ägt av Marshall Chess. Där kom den 28 juli 2010 även hennes debutalbum Blues Ain't Nothing But a Good Woman Gone Bad. Marshall Chess var även exekutiv producent för debutalbumet, en samling rhythm-'n'-blues-covers i arrangemang för dansgolvet. Albumet spelades in på Cosmos Studios i Stockholm, där ett flertal internationella artister har spelat in musik. Jasmine Kara betraktades som ett nytt stjärnskott i den svenska musikbranschen, med framträdanden i bland annat Allsång på Skansen och det stora evenemanget i Kungsträdgården i samband med kronprinsessan Victorias bröllop den 19 juni 2010.
År 2011 släpptes albumet också i Japan och fick stor uppmärksamhet där. Låten "Ain't No More Room" kom bland annat upp på plats 24 på musiklistan Tokyo Hot 100 och spelades på radiokanaler som J-Wave, Tokyo FM och InterFM. Kara genomförde sedan en turné i Japan med den prestigefyllda klubben Blue Note Tokyo som startskott.
Debutalbumet Blues Ain't Nothing But a Good Woman Gone Bad släpptes året efter även i Storbritannien och fick även där uppmärksamhet i radio, bland annat resulterande i radiouppträdanden i radioshower som Sir Terry Wogans Weekend Wogan på BBC Radio 2, Chris Evans Chris Evans Breakfastshow på BBC Radio 2, Robert Elms radioshow på BBC Radio London och Craig Charles Craig Charles Funk & Soul Show på BBC Radio 6 Music. I samband med dessa och reklamen för klädmärket M&Co som sändes med singeln "Try My Love Again" i bakgrunden på TV i England, Irland och Wales låg Jasmine Kara på iTunes topp tio-lista UK Blues. Hennes första singel "In the Basement" låg etta samtidigt som "Try My Love Again" låg femma. Debutalbumet släpptes i England via Acid Jazz Records. I Sverige nådde debutalbumet plats 23 på albumtopplistan.

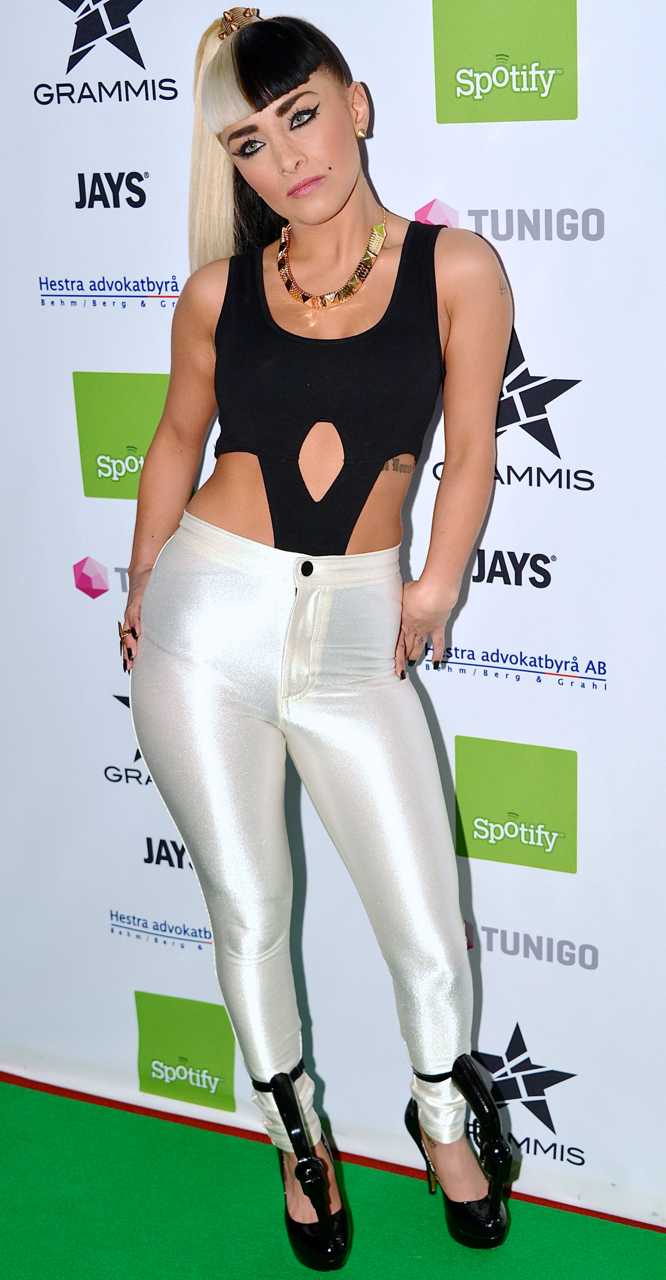
Jasmine Kara på Grammisgalan 2013.

### Eget material och bolag
I januari 2013 släppte Jasmine Kara sin första singel med eget material, "Can't Lie to Me", som hon skrev med amerikanska låtskrivarduon Scott Stevens och Daniel Damico. Singeln hade premiär på Grammisgalan samma år. En annan singel som hon släppte samma år är "Paralyzed". Samma år kom även hennes version av Gyllene Tider-låten "Ljudet av ett annat hjärta", som hon framförde i TV-programmet Alla tiders hits.
År 2014 släpptes hennes singel "Beautiful World" (skriven av Jasmine Kara, Ayanna Ray, Jonas Saeed och Amanuel Dermont), samtidigt som det var premiär för hennes deltagande i svenska Let's Dance. Under denna tid startade hon det egna skivbolaget KarasMatic Music AB, tillsammans med Elias Wåhlund och med Daniel Andersson som pressansvarig. Den första singeln på KarasMatic Music – "Imperfect" –släpptes i maj 2014. Den skrevs av Jasmine Kara tillsammans med Peter Morén. På hösten 2014 släppte hon sitt andra studioalbum, betitlat Unbreakable. Samma år tävlade Kara i Let's Dance.

### Melodifestivalen, fler språk, låtskrivande

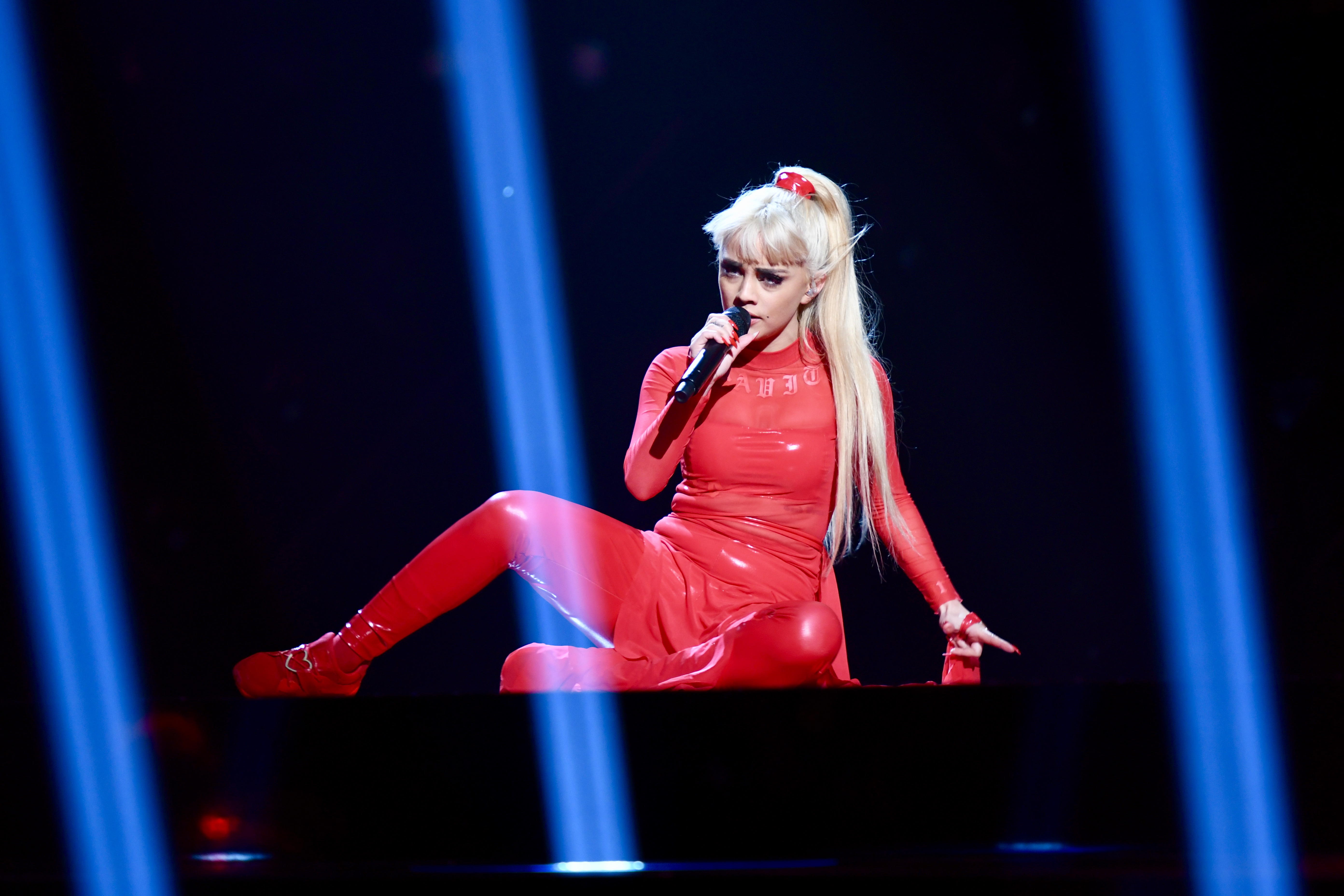
Jasmine Kara på Melodifestivalen 2017.

Jasmine Kara tävlade i Melodifestivalen 2017 med låten "Gravity". Låten, som är skriven av Kara tillsammans med Anderz Wrethov, kom på sjätte plats i den tredje deltävlingen. Den finns även  som digital nedladdning genom Warner Music Sweden. På Sverigetopplistan nådde låten plats 57.
År 2018 uppträdde hon för första gången med persiskspråkig musik, i samband med Eldfesten i Stockholm (Chaharshanbeh Suri), vilket ledde till uppmärksamhet och framgångar även på den iranska musikmarknaden. Sedan dess har hon givit ut flera låtar på persiska och har även uppträtt i flera persiska TV-program som Sina Valiollah show för MBC Persia samt Shabe Jomeh och Echo för Manoto TV. Hon har även spelat in låtar på spanska, och Karas olika stilar och sångspråk har ibland gjort det svårt för musikbranschen att placera henne i ett fack.
I början av 2020-talet övergick Kara till att göra ny musik på svenska. Under 2021 och 2022 släppte hon singlarna "Du var för bra", "Jag skiter i allt" (skriven tillsammans med Albin Lee Meldau), "Ta mitt hjärta" och "Ja", producerade i Sverige och med musikvideor inspelade i Stockholm. Sommaren 2023 kom även det nya albumet Svart på vitt, efter att ursprungligen ha varit inplanerat till hösten året före. Albumets tio låtar är skrivna i samarbete med Peter Kvint, Albin Lee Meldau, Karl-Ola Kjellholm och Mattias Green; Svart på vitt är Karas första album med låtar på svenska.
Utöver arbetet med egen musik är hon också en framgångsrik låtskrivare, med två världsettor. Den ena är låten “Kick Back” med K-popgruppen WayV, som också har döpt albumet till Kick Back. Albumet låg etta på iTunes lista för världens mest sålda album 2021.[källa behövs] Den andra låten är “100” med gruppen SuperM där albumet “Super One” låg etta på Billboardlistan över världens mest sålda album 2020.[källa behövs]

### Hemligt dubbelliv
Parallellt med musikkarriären arbetade Jasmine Kara under ett decennium (2007–2018) som strippa på olika strippklubbar i USA, Storbritannien och Sverige. Detta inleddes under åren i New York i slutet av 00-talet, då hon som 18-åring behövde extrainkomster i väntan på genombrottet i musikbranschen. När hon första gången reste hem från USA, efter att hennes tre månader långa turistvisum löpt ut, behöll hon sitt artistnamn som strippa även för den kommande musikkarriären. Scennamnet Jasmine kompletterades därefter med Kara som en förkortning av hennes civila namn.
Det som var tänkt som ett kort extrajobb blev ett mer permanent sidoarbete, parallellt med den internationella musikkarriär som hon inledde 2010. Hon arbetade även på klubbar i Los Angeles, Miami och London, och pengarna därifrån var med och bekostade studiotid, skivomslag och musikvideor.
Under vistelser i Sverige, fortsatte hon strippandet på en svensk klubb som saknade de övervakningskameror och säkerhetsregler som finns på klubbarna i USA. De dåliga erfarenheterna från svenska klubbar ledde till att hon 2017 slutligen lämnade sitt arbete som stripteasedansös.
Hennes olika erfarenheter från åren som strippa och det hemliga dubbellivet avslöjades hösten 2022 i boken Den mörka scenen – mitt hemliga dubbelliv. I boken, baserad på minnen och anteckningar tillbaka till 2007, berättar hon om sin egen längtan efter spänning och kickar, och vännerna hon skaffat sig under åren på klubbarna – men också om en hård miljö. Klubbmiljön i USA var dock reglerad och säker för dansöserna, till skillnad mot den i Sverige. Hon har senare diagnosticerats med ADHD, vilket hon själv säger varit en del av hennes val att arbeta med striptease. Efter åren med sitt dubbelliv drabbades hon av posttraumatiskt stressyndrom.
Jasmine Kara säger att hennes musikintresse och stabila familjebakgrund bidrog till att hon hållit sig undan alkohol och andra droger.

## Diskografi

### Album och EP
- 2010 – Blues Ain't Nothing But a Good Woman Gone Bad
- 2014 – Unbreakable
- 2017 – Black & White X-Mas (EP)
- 2016 – Love at First Sound (EP)
- 2016 – Phonograph (EP)[37]
- 2023 – Svart på vitt[38]

### Singlar
- 2010 – "In the Basement, "Try My Love Again"
- 2011 – "Ain't No More Room"
- 2013 – "Can't Lie to Me", "Paralyzed"
- 2014 – "Beautiful World", "Imperfect", "Change"
- 2016 – "Number One", "Burn", "Do it again", "Fade to Black", "Celly"
- 2017 – "Gravity"
- 2018 – "Smile", "Labkhand"
- 2019 – "Call Back", "Bordi az yadam", "Nunca llamas", "X-Mas Money"
- 2020 – "Funkin' Fresh", "Life Sucks", "Thirsty", "Cash is Queen"
- 2021 – "Du var för bra", "Jag skiter i allt"
- 2022 – "Ta mitt hjärta", "Ja"
- 2023 – "Tills skiten träffar fläkten", "Höj din röst", "Ghalbamra Begir", "Dad Bezan" "När räven raskar", "Julklappscash", "Gott nytt år"